# Niżnieczeriemosznoje
Niżnieczeriemosznoje (ros. Нижнечеремошное) – wieś (sieło) w Rosji, w obwodzie nowosybirskim, w rejonie krasnoziorskim. W 2010 liczyła 850 mieszkańców.